# Ekoetyka
Ekoetyka, również etyka środowiskowa, etyka ekologiczna – dział bioetyki obejmujący zagadnienia związane ze stosunkiem człowieka do przyrody ożywionej i nieożywionej oraz całego ekosystemu Ziemi. Jej przedmiotem są wartości, zasady, imperatywy i normy, które regulują lub mogłyby regulować ten stosunek.
Etyka ekologiczna to jeszcze młoda dyscyplina etyki stosowanej. Wyłoniła się w latach 70. XX w. po tym, jak wzrosło znaczenie problemów ekologicznych, których etyka do tej pory nie uwzględniała, koncentrując się na stosunkach międzyludzkich.
W Narodowym Ośrodku Neuroetyki Uniwersytetu w Kolumbii Brytyjskiej w Kanadzie podjęto badanie wpływu zmian w środowisku na funkcjonowanie mózgu, kondycję zdrowia psychicznego i towarzyszące zagadnienia etyczne, proponując dla nowej dyscypliny nazwę neuroetyka środowiskowa. Badania te obejmują pięć dziedzin: nauka o mózgu a środowisko, relational self a środowisko, czynniki międzykulturowe a środowisko, polityka społeczna a środowisko, dyskusja społeczna, a środowisko.
Na założeniach etyki ekologicznej Masanobu Fukuoka, japoński fitopatolog, stworzył koncepcję rolnictwa naturalnego, w którym uprawa roślin odbywa się bez klasycznych metod uprawy, czyli bez orki, bez nawożenia, bez pielenia, bez pestycydów.